# Ophioglossum gracillimum
Ophioglossum gracillimum är en låsbräkenväxtart som beskrevs av Friedrich Welwitsch, William Jackson Hooker och Bak. Ophioglossum gracillimum ingår i släktet ormtungor, och familjen låsbräkenväxter. Inga underarter finns listade i Catalogue of Life.